# Glloboçica
Glloboçica (serb. Глобочица, Globočica) – wieś w Kosowie, w regionie Prizren, w gminie Dragaš. W 2011 roku liczyła 960 mieszkańców. 